# 邵漳
邵漳（1515年—？），字子清，浙江紹興府餘姚縣人，民籍，明朝政治人物。

## 生平
嘉靖二十二年（1543年）癸卯科浙江鄉試第四名舉人，二十三年（1544年）中式甲辰科會試第二百七名，三甲第一百三十名進士。授六合縣知縣。

## 家族
曾祖邵驌，封監察御史；祖父邵蕃，陝西按察司副使；父邵時順，知縣。母來氏（封孺人）。重慶下。族兄邵稷（同科進士），兄邵濰，弟邵潢、邵淄、邵澐、邵澹、邵洲。